# Prodidomus tigrinus
Espèce
Prodidomus tigrinus est une espèce d'araignées aranéomorphes de la famille des Prodidomidae.

## Distribution
Cette espèce est endémique de Sierra Leone. Elle se rencontre vers Freetown.

## Description
L'holotype est juvénile.

## Systématique et taxinomie
Cette espèce a été décrite par Dalmas en 1919.

## Publication originale
- Dalmas, 1919 : « Synopsis des araignées de la famille des Prodidomidae. » Annales de la Société Entomologique de France, vol. 87, p. 290-340 (texte intégral).